# Desvío La Paloma
La Paloma era una estación de ferrocarril del Ferrocarril General Belgrano, ubicada en el departamento Moreno, Provincia de Santiago del Estero, Argentina.
Fue construida en 1912 por el Ferrocarril Central Norte Argentino. Funcionó hasta 1993.

## Servicios
No presta servicios de pasajeros ni de cargas. Las vías de este sector del ramal Ramal C3 del Ferrocarril General Belgrano están bajo supervisión de Trenes Argentinos Infraestructura.